# 姬鳖甲蜗牛
姬鳖甲蜗牛（学名：Discoconulus sinapidius），是柄眼目鳖甲蜗牛科Discoconulus的一种。主要分布于韩国、台湾，常栖息在中低海拔山区落叶堆下。